# Ґостолін
Ґостолін (пол. Gostolin) — село в Польщі, у гміні Залуський Плонського повіту Мазовецького воєводства.
Населення — 117 осіб (2011).
У 1975—1998 роках село належало до Цехановського воєводства.

## Демографія
Демографічна структура станом на 31 березня 2011 року:
|          | Загалом | Допрацездатний вік | Працездатний вік | Постпрацездатний вік |
| -------- | ------- | ------------------ | ---------------- | -------------------- |
| Чоловіки | 59      | 17                 | 36               | 6                    |
| Жінки    | 58      | 14                 | 34               | 10                   |
| Разом    | 117     | 31                 | 70               | 16                   |